# Nazionale maschile di calcio delle Samoa Americane
La nazionale di calcio delle Samoa Americane (in samoano: Au soka Amerika Sāmoa) è la selezione calcistica delle Samoa Americane ed è controllata dalla Federazione calcistica delle Samoa Americane affiliata dal 1998 all'OFC e alla FIFA. Gioca le partite in casa nel Veterans Memorial Stadium di Pago Pago. Occupa il 188º posto del ranking FIFA. Ha ottenuto la peggiore sconfitta di sempre nel calcio internazionale, venendo sconfitta dall'Australia per 31-0 l'11 aprile 2001.

## Storia
La prima partita ufficiale della squadra si è svolta il 20 agosto 1983, e si è conclusa con una sconfitta per 3-1 contro le Samoa Occidentali. Due giorni dopo, la squadra ha registrato la sua prima vittoria contro le Isole Wallis e Futuna, quando entrambe le squadre non erano ancora affiliate alla FIFA (le Isole Wallis e Futuna ancora non lo sono). Da quando ha aderito alla FIFA, la squadra è stata considerata una delle squadre più deboli al mondo e, fino a novembre 2011, era la squadra nazionale con il ranking più basso nel Ranking FIFA.
Giunta alla disperazione e per mettere fine alla scia di risultati negativi, la federazione decide di chiamare in panchina l'allora CT della Nazionale statunitense Under-20, Thomas Rongen, la cui esperienza in panchina è narrata nel film del 2023 Chi segna vince diretto da Taika Waititi, nel quale l'allenatore ha il volto di Michael Fassbender. Il 23 novembre 2011, la nazionale guidata da Rongen, ottenne la prima vittoria riconosciuta dalla FIFA, battendo Tonga per 2-1, e mettendo così fine ad una striscia di 38 sconfitte di fila, nella gara valida per il primo turno delle qualificazioni ai campionati mondiali di calcio 2014. Le Samoa Americane nel secondo incontro previsto riuscirono a pareggiare per 1-1 contro le Isole Cook creando molteplici occasioni da gol e subendo un'autorete sfortunata del difensore Luvu. La terza partita, contro Samoa, è fondamentale per qualificarsi alla Coppa Oceanica (e passare al secondo turno delle qualificazioni mondiali del 2014). Dopo una gara combattutissima tra le due formazioni, con un gol allo scadere dei tempi regolamentari (91'), è la nazionale Samoana ad avere la meglio. Le Samoa Americane escono così a testa alta piazzandosi secondi e con la consapevolezza di aver sfiorato il passaggio del turno.
Viene eliminata anche nelle qualificazioni ai campionati mondiali di calcio 2018, dove però nel girone del primo turno con Tonga, Isole Cook e Samoa, ottiene due vittorie e una sconfitta, piazzandosi al primo posto con sei punti, a pari merito con queste ultime due compagini che però l'hanno preceduta per differenza reti. Non ha preso parte alle qualificazioni ai Mondiali 2022 in quanto ritirata insieme a Samoa e a Tonga per via della Pandemia di COVID-19 e che ha portato alla cancellazione della Coppa delle nazioni oceaniane 2020. È tornata in campo per disputare i Giochi del Pacifico 2023, ma con risultati pessimi.
Nelle qualificazioni al campionato mondiale di calcio 2026 non ha fatto meglio: infatti è uscita alla prima partita della 1° fase per 2-0 con la nazionale di Samoa

## Statistiche delle partite disputate
La seguente tabella mostra il record internazionale di tutti i tempi della squadra nazionale di calcio delle Samoa Americane. Le statistiche includono le partite di Coppa del Mondo FIFA, Coppa delle Nazioni OFC, Coppa Polinesiana e Giochi del Pacifico, così come le amichevoli internazionali.
| Avversario                    | Giocate | Vittorie | Pareggi | Sconfitte | GF | GS  | DR   | % Vittorie |
| ----------------------------- | ------- | -------- | ------- | --------- | -- | --- | ---- | ---------- |
| Australia                     | 1       | 0        | 0       | 1         | 0  | 31  | -31  | 0%         |
| Isole Cook                    | 4       | 1        | 1       | 2         | 6  | 8   | -2   | 25%        |
| Figi                          | 4       | 0        | 0       | 4         | 0  | 39  | -39  | 0%         |
| Guam                          | 1       | 0        | 0       | 1         | 0  | 2   | -2   | 0%         |
| Isole Marianne Settentrionali | 1       | 0        | 0       | 1         | 0  | 4   | -4   | 0%         |
| Nuova Caledonia               | 4       | 0        | 0       | 4         | 0  | 33  | -33  | 0%         |
| Papua Nuova Guinea            | 3       | 0        | 0       | 3         | 0  | 37  | -37  | 0%         |
| Isole Salomone                | 4       | 0        | 0       | 4         | 1  | 40  | -39  | 0%         |
| Samoa                         | 11      | 0        | 0       | 11        | 5  | 44  | -49  | 0%         |
| Tahiti                        | 4       | 0        | 0       | 4         | 2  | 40  | -38  | 0%         |
| Tonga                         | 10      | 2        | 0       | 8         | 12 | 34  | -22  | 20%        |
| Tuvalu                        | 2       | 0        | 1       | 1         | 1  | 5   | -4   | 0%         |
| Vanuatu                       | 4       | 0        | 0       | 4         | 1  | 39  | -38  | 0%         |
| Wallis e Futuna               | 2       | 1        | 0       | 1         | 4  | 5   | -1   | 50%        |
| Totale                        | 55      | 4        | 2       | 49        | 32 | 371 | -339 | 7.27%      |

## Partecipazioni ai Mondiali
- dal 1930 al 1998 - Non partecipante
- dal 2002 al 2018 - Non qualificata
- 2022 - Ritirata
- 2026 - Non qualificata

## Partecipazioni alla Coppa d'Oceania
- 1973 - Non partecipante
- 1980 - Non partecipante
- dal 1996 al 2016 - Non qualificata

## Allenatori
- Tiwo Kummings (2000)
- Anthony “Tony” Langkilde (2001)
- Tunoa Lui (2001-2002)
- Ian Crook (2004)
- Nathan Mease (2007)
- David Brand (2007-2010)
- Iofi Lalogafuafua (2011)
- Thomas Rongen (2011)
- Uinifareti Aliva (2012-2015)
- Larry Mana'o (2015-2019)
- Tunoa Lui (2019-2023)
- Ruben Luvu (2023-)

## Record della squadra
- Vittoria più ampia: 3–0 vs. Wallis e Futuna il 22 agosto 1983
- Sconfitta più ampia: 0–31 vs. Australia l'11 aprile 2001[11]
- Vittorie consecutive: 2; raggiunto a settembre 2015
- Partite consecutive senza sconfitte: 2; raggiunto a novembre 2011 e settembre 2015
- Partite consecutive senza vittorie: 37 tra il 24 agosto 1983 e il 5 settembre 2011
- Partite consecutive senza segnare: 7 tra il 27 agosto 2007 e il 5 settembre 2011

## Rosa
| N. | Pos. | Giocatore               | Squadra        |
| -- | ---- | ----------------------- | -------------- |
| 1  | P    | Nicky Salapu (capitano) | PanSa East FC  |
| 2  | D    | Liatama Amisone         | Pago Youth FC  |
| 3  | D    | Uasila'a Heleta         | Pago Youth FC  |
| 4  | D    | Daru Taumua             | Pago Youth FC  |
| 5  | D    | Tala Luvu               | Lion Heart     |
| 7  | C    | Ismael Herrera          | PanSa East FC  |
| 8  | C    | Moe Kuresa              | Pago Youth FC  |
| 9  | A    | Ramin Ott               |                |
| 11 | A    | Diamond Ott             |                |
| 12 | D    | Terrance Sinapati       | PanSa East FC  |
| 13 | A    | Rambo Tapui             | Pago Youth FC  |
| 14 | A    | Charlie Uhrle           |                |
| 16 | D    | Jayah Saelua            |                |
| 17 | C    | Natia Natia             |                |
| 18 | D    | Justin Mana'o           |                |
| 19 | C    | Rawlston Masaniai       |                |
| 20 | A    | Shalom Luani            | Chabot College |
| 21 | A    | Suani Uelese            |                |
| 22 | C    | Fitiuta Maiava          |                |
| 23 | P    | Chin-Fu Taase           |                |

## Nei media
- Chi segna vince (Next Goal Wins), regia di Taika Waititi (2023)